# يوجين يوهان كريستوف اسبير
يوجين يوهان كريستوف اسبير (بالألمانية: Eugen Johann Christoph Esper)‏ (و. 1742 – 1810 م) هو أحيائي، وعالم طبيعي، وعالم نبات، وmineralogist، وعالم حشرات، وعالم الإنسان، وعالم حيواني، وطبيب، وتربوي، وأستاذ جامعي من ألمانيا . ولد في فونزيدل .
وهو عضو في الأكاديمية الألمانية للعلوم ليوبولدينا .
توفي في ارلنجن .